# Grabrovnica
Grabrovnica is een plaats in de gemeente Pitomača in de Kroatische provincie Virovitica-Podravina. De plaats telt 467 inwoners (2001).